# Turónští mučedníci
Turónští mučedníci je skupina devíti římskokatolických řeholníků (osmi školských bratří a jednoho passionistického kněze), zabitých 9. října 1934 v Turónu u Mieres v Asturii během revoluce v Asturii. Katolická církev je uctívá jako svaté mučedníky.

## Život

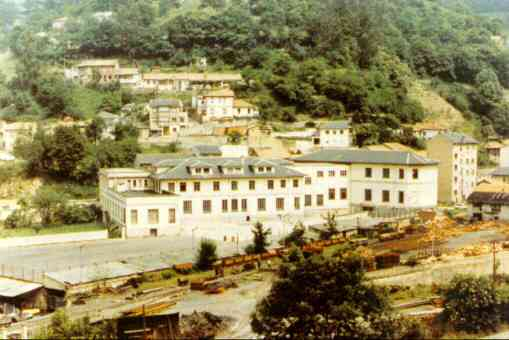
Pohled na školu Nuestra Señora de Covadonga v Turónu

Rostoucí sociální konflikty ve Španělsku na počátku 30. let 20. století vedly k vlně perzekuce katolické církve. Toto napětí konečně vyústilo v rozpoutání španělské občanské války (1936–1939).
I přes hrozbu revolučních nepokojů v Asturii školští bratři, působící v Turónu neopustili jimi zřizovanou školu Nuestra Señora de Covadonga a 5. října 1934 přežili útok na tuto instituci, po kterém byli uvězněni v „lidovém domě“. Byli zatčeni marxistickými revolucionáři během mše svaté, které se účastnili všichni řeholní bratři. Na základě verdiktu revolučního výboru byli po půlnoci 9. října 1934 zastřeleni na hřbitově v Turónu. Spolu osmi školskými bratry byl zabit i jejich zpovědník, člen Společenství utrpení Ježíše Krista, který zůstal ve škole, aby studenti mohli před prvním pátkem v měsíci přijmout svátost pokání. Stali se tak jedněmi z prvních obětí protikatolického pronásledování ve Španělsku, které v následujících letech během španělské občanské války značně zesílilo.

## Seznam mučedníků

### Školští bratři
- sv. Cirilo Bertrán, FSC (José Sanz Tejedor) – *1888, představený
- sv. Marciano José, FSC (Filomeno López López) – *1900
- sv. Julián Alfredo, FSC (Vilfredo Fernández Zapico) – *1902
- sv. Victoriano Pío, FSC (Claudio Bernabé Cano) – *1905
- sv. Benjamín Julián, FSC (Vicente Alonso Andrés) – *1908
- sv. Augusto Andrés, FSC (Román Martínez Fernández) – *1910
- sv. Benito de Jesús, FSC (Héctor Valdivielso Sáez) – *1910, původem Argentinec
- sv. Aniceto Adolfo, FSC (Manuel Seco Gutiérrez) – *1912[7][5][9]

### Passionisté
- sv. Inocenc od Neposkvrněného početí, C.P. (Manuel Canoura Arnau) – *1887[7][5][9]

Mezi zabitými v Turónu bylo i několik dalších laiků (pracovníků přilehlých dolů), kteří však nebyli svatořečeni.

## Úcta
Dne 7. září 1989 podepsal papež sv. Jan Pavel II. dekret o jejich mučednictví. Blahořečeni pak byli dne 29. dubna 1990 na Svatopetrském náměstí papežem sv. Janem Pavlem II. Dne 21. prosince 1998 byl uznán zázrak na jejich přímluvu, potřebný pro jejich svatořečení. Svatořečeni pak byli dne 21. listopadu 1999 v bazilice sv. Petra papežem sv. Janem Pavlem II. Spolu s nimi bylo svatořečeno několik dalších osob, včetně dalšího španělského školského bratra Jaima Hilaria Barbala, FSC, zabitého během španělské občanské války roku 1937.
Jejich památka je připomínána 9. října.